# ジョン・ネッターヴィル (第4代ネッターヴィル子爵)
第4代ネッターヴィル子爵ジョン・ネッターヴィル（英語: John Netterville, 4th Viscount Netterville、1727年12月12日没）は、アイルランド貴族。

## 生涯
第3代ネッターヴィル子爵ニコラス・ネッターヴィルとマーガレット・オハラ（Margaret O'Hara）の息子として生まれ、1689年に父が死去するとネッターヴィル子爵の爵位を継承した。1692年に大陸ヨーロッパからアイルランドに戻ったが、その時はまだ未成年だったという。
1704年5月30日、フランシス・パーソンズ（Elizabeth Parsons、初代ロス伯爵リチャード・パーソンズの娘）と結婚した。
- ニコラス（1709年 – 1750年） - 第5代ネッターヴィル子爵

1715年1月19日、ジョージ1世への忠誠の誓いに応じたが、ハノーヴァー朝の継承権を認める宣言は拒否した。
1727年12月12日、熱病によりリエージュで死去、同地で埋葬された。息子ニコラスが爵位を継承した。